# Долгова, Вера Андреевна
Долгова Вера Андреевна	(27 сентября 1911, Новый Колмаюр, Самарский уезд, Самарская губерния – 9 июня 1999, Большая Константиновка, Кошкинский район, Самарская область) — звеньевая колхоза имени К. Цеткин Кошкинского района Куйбышевской области. Герой Социалистического труда.

## Биография
Трудовую деятельность начала в колхозе имени 8 Марта, с 1936 – звеньевая колхоза им. Клары Цеткин.
Указом Президиума Верховного Совета СССР от 26 февраля 1948 за получение в 1947 высокого урожая пшеницы Долговой Вере присвоено звание Героя Социалистического Труда.

## Награды
- Медаль «Серп и Молот» 26.02.1948
- Орден Ленина